# The Best of Steely Dan: Then and Now
Albums de Steely Dan
Citizen Steely Dan
(1993) Showbiz Kids
(2000)
The Best of Steely Dan: Then and Now (Remastered) (1993) est une compilation de chansons du groupe de Jazz rock américain Steely Dan.
Ce disque contient des chansons parues précédemment sur les albums studios du groupe édités entre 1972 et 1980, ainsi que la chanson FM (No Static at All) (en), parue originellement sur la bande originale du film (en) du même nom.

## Titres de l’album
Toutes les compositions sont de Walter Becker et Donald Fagen
1. Reelin' in the Years (en) – 4:37
2. Rikki Don't Lose That Number (en) – 4:32
3. Peg (en) - 3:56
4. FM (No Static at All) (en) – 5:05
5. Hey Nineteen – 5:04
6. Deacon Blues – 7:31
7. Black Friday – 3:39
8. Bodhisattva – 5:17
9. Do It Again – 5:56
10. Haitian Divorce – 5:50
11. My Old School – 5:46
12. Midnight Cruiser – 4:07
13. Babylon Sisters – 5:50
14. Kid Charlemagne – 4:38
15. Dirty Work – 3:08
16. Josie – 4:30